# Bøen Station
 Ikke at forveksle med Bøn Station.
Bøen Station (Bøen stasjon eller Bøen holdeplass) var en jernbanestation på Østfoldbanen, der lå i Bøen i Halden kommune i Norge.
Stationen blev åbnet som trinbræt 22. maj 1932. Betjeningen med persontog ophørte 30. maj 1965, og 26. maj 1968 blev stationen nedlagt.